# 존 프랭클린 보빗
존 프랭클린 보빗(John Franklin Bobbitt, 1876년 - 1956년)은 미국의 교육학자이자 저술가이다.
1903년부터 1907년까지 필리핀 마닐라에서 교사생활을 하면서 학생의 요구와 상황에 맞는 교육과정 구성에 관심을 가지게 되었다. 1909년 클라크 대학교에서 박사 학위를 취득하였고, 시카고 대학교의 교수로 재직하였다. 1918년의 저서 《The curriculum》에서 교육과정의 의미로 curriculum 을 처음으로 사용하였다.

## 주요저서
- 《What the schools teach and might teach》
- 《The curriculum》